# Wano Iljitsch Muradeli

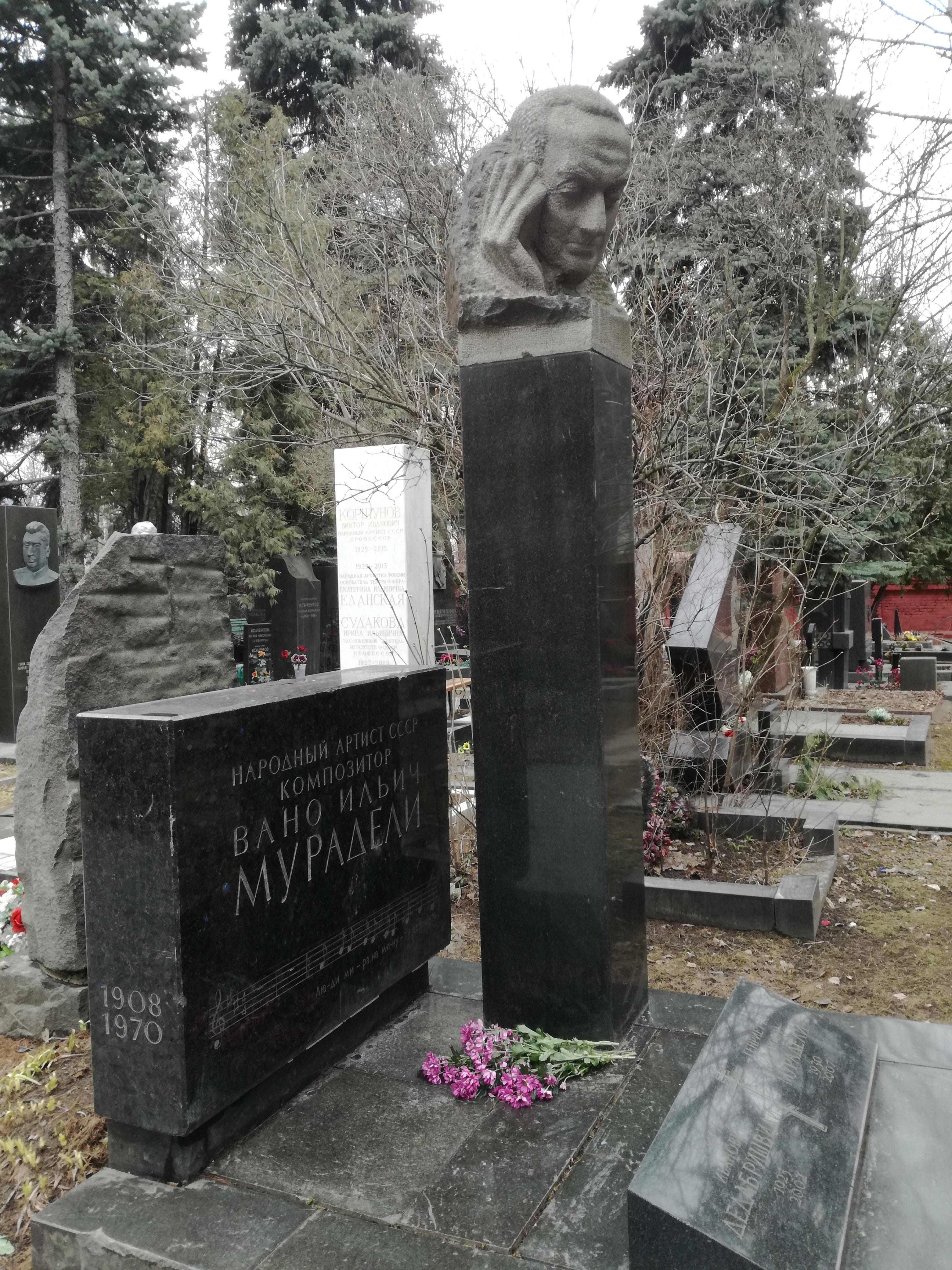
Das Grab von Wano Iljitsch Muradeli auf dem Nowodewitschi-Friedhof in Moskau

Wano Iljitsch Muradeli (georgisch ვანო ილიას ძე მურადელი; * 24. Märzjul. / 6. April 1908greg. in Gori; † 14. August 1970 in Tomsk) war ein georgisch-sowjetischer Komponist. Eines seiner bekanntesten Lieder war Die Glocke von Buchenwald (1958). Muradeli wurde im Westen vor allem dafür bekannt, dass seine Oper Welikaja druschba Auslöser der zweiten stalinistischen Kulturkampagne war.

## Ausbildung und Wirken
Muradeli besuchte bis 1931 das Konservatorium von Tiflis und studierte dort bei Sargis Barchudarjan und Michail Michailowitsch Bagrinowski. Von 1934 bis 1938 studierte er am Moskauer Konservatorium Komposition bei Nikolai Jakowlewitsch Mjaskowski und Boris Schechter. 1939 bis 1948 gehörte Muradeli dem Organisationskomitee des sowjetischen Komponistenverbandes an, 1941 bis 1945 war er künstlerischer Leiter des Zentralensembles der sowjetischen Kriegsmarine. 1942 trat der Komponist in die KPdSU ein.
1948 wurde Muradeli in den asiatischen Teil der Sowjetunion verbannt. Als Grund diente seine Oper Великая дружба (Welikaja druschba, dt.: Die große Freundschaft, Stalino, heute Donezk, 1947). Sie veranlasste das Zentralkomitee der Kommunistischen Partei der Sowjetunion am 10. Februar 1948 zu dem Beschluss, die Kontrolle des musikalischen Schaffens in der Sowjetunion erneut zu verschärfen. Hiermit wurde die zweite stalinistische Kulturkampagne ausgelöst. Diese zielte nach Ansicht der Musikredakteurin Annika Täuschel jedoch eher auf Komponisten wie Schostakowitsch oder Prokofjew.
Muradeli wurde 1958 rehabilitiert und im darauffolgenden Jahr zum Sekretär des Moskauer Komponistenverbandes ernannt. Er übte dieses Amt bis zu seinem Tod 1970 aus.
Sein Grab befindet sich auf dem Nowodewitschi-Friedhof in Moskau.

## Werke
Neben der Oper „Die große Freundschaft“ schrieb Muradeli zwei Symphonien (1938, 1945), mehrere Orchester- und Chorwerke, Film- und Schauspielmusiken sowie viele Lieder und Chöre. Für seine 2. Symphonie „Der Befreiungskrieg“ erhielt er 1946 den Stalinpreis. Besonders bekannt sind folgende Werke Muradelis:

### Lieder und Chorstücke
- „Gimn Moskwe“ („Hymne an Moskau“, 1947)
- „Gimn Meschdunarodnowo sojusa studentow“ („Hymne des internationalen Studentenverbandes“, 1949)
- „Partija – nasch rulewoi“ („Die Partei ist unser Führer“, 1952)
- „Pesna o Lenine“ („Lied von Lenin“, 1954)
- „Buchenwaldski nabat“ („Die Glocke von Buchenwald“, 1958)

### Symphonien
- Symphonie Nr. 1 in h Moll „In Gedenken an Sergei Kirow“ (1938)
- Symphonie Nr. 2 in D Dur „Der Befreiungskrieg“ (1945)

### Spätwerk
- „Oktjabr“ (Oper „Oktober“, Moskau 1962)
- „Dewuska s golubymi glasami“ (Operette „Das Mädchen mit den blauen Augen“, Moskau 1966)
- „Prisla woda w pustynju“ (Symphonisches Bild „Das Wasser kam in die Wüste“, Moskau 1970)

## Ehrungen
- 1946, 1951 Stalinpreis[2]
- 1967 Leninorden für sein Gesamtwerk[2]
- 1960 Orden des Roten Banners der Arbeit[2]
- 1957 Volkskünstler der RSFSR[2]
- 1968 Volkskünstler der UdSSR[2]